# Data General Eclipse MV/8000
Eclipse MV/8000 (エクリプス・エムヴィ8000) は、1980年代にデータゼネラルによって作られた32ビットのミニコンピューターの最初のファミリーである。
開発中はイーグルというコード名で呼ばれ、そのアーキテクチャは新しい32ビットの設計で、以前の16ビットのエクリプス・シリーズと後方互換性を有した。
このコンピューターおよびその開発に取り組んだ人々は、トレイシー・キダーの本『超マシン誕生』"The Soul of a New Machine" の主題である。
MV/8000の後には MV/8000-II、MV/2000、MV/2500、MV/4000、MV/10000、MV15000、MV/20000、MV/30000および MV/40000が続いた。
後のMV/40000のようなモデルは稼働中に部品を交換できる対称型マルチプロセッシング(SMP)システムであった。
エクリプス MVは、4GBのアドレス空間を備えた32ビットのCISCアーキテクチャである。4GBのアドレス空間は 512MBの8つのリングに各々分割され、特権メカニズムはそのリング上に写像された。最も外側のリング(リング7)は最も少ない特権が与えられ、最も内側のリング(リング0)は最も多くの特権を与えられた。AOS/VSオペレーティングシステムは、ライトウェイト「タスク」とプロセスの概念をサポートしていた。1つのプロセスで、全てのグローバルアドレス空間を共有するさまざまなタスクを開始できた(近年の「スレッド」と同様)。 タスクは、Data GeneralのFORTRANコンパイラから極めて使いやすく、完全なプロセスを使用するよりも高速なコンテキストスイッチを可能とした。いわゆる「Son」バッチプロセスを使用してサブタスクを開始することができた。これは、CLI(コマンドラインインタプリタ)を使用して行われた。その結果は、(事実上の)オンラインバッチプロセスであった。ただしこのプロセスは、ユーザーがログオフするとすぐに強制終了された。MV/8000には、オンラインプロセスを妨げないように、2つの「真の」バッチプロセスしかなかった。オンラインバッチの利益は、通常のオンラインプロセスと同じ優先順位で実行されることだった。